# HIP 14810 c
HIP 14810 c는 양자리 방향으로 지구로부터 약 172 광년 떨어진 곳에 있는 외계 행성이다. 질량은 목성의 0.76배, 거리는 0.407 천문단위 떨어져 타원궤도를 그리면서 돌고 있다. 하와이주 마우나케아 소재 켁 천문대에서 N2K 컨소시엄의 관측 활동 중 발견되었다. 관측 방법의 한계상 질량은 최솟값만을 알 수 있다. 궤도경사각 여부에 따라 실제 질량이 결정될 것이다.

## 참고 문헌
- (영어) 라이트 연구진 (2007). “Four New Exoplanets and Hints of Additional Substellar Companions to Exoplanet Host Stars”. 《The Astrophysical Journal》 657 (1): 533–545. doi:10.1086/510553. 2015년 11월 6일에 원본 문서에서 보존된 문서. 2009년 6월 21일에 확인함.